# Бухвальд, Арт
Арт (Артур) Бухвальд (англ. Arthur Buchwald; 20 октября 1925, Нью-Йорк, США — 17 января 2007, Вашингтон) — американский журналист и писатель-сатирик, колумнист «The Washington Post», лауреат Пулитцеровской премии.

## Семья. Детство и юность
Родился в еврейской семье выходцев из Польши и Австро-Венгрии, приехавших в США в 1914 году. Мать Бухвальда, Хелен Клайнбергер, вскоре после его рождения была помещена в психиатрическую лечебницу. Бухвальд так ни разу и не увидел её, хотя она прожила ещё 35 лет. Отец будущего писателя, Джозеф (Йозеф) Бухвальд, был мануфактурщиком занавесок. После начала Великой депрессии, когда бизнес отца пришёл в упадок, маленького Артура отдали в еврейский детский приют в Нью-Йорке (в семье, помимо него, было ещё три ребёнка — дочери Элис, Эдит и Дорис). Бухвальд сменил несколько приютов, пока в 5-летнем возрасте не воссоединился с семьёй, жившей тогда в нью-йоркском районе Квинс.
Не окончив школу, в 17 лет Бухвальд бежал из дома и, завысив свой возраст, записался в корпус морских пехотинцев. Служил с октября 1942 по октябрь 1945 года, два года его службы прошли в районе Тихоокеанского театра военных действий. Уволился из армии в звании сержанта.
Вскоре Бухвальд поступил в Университет Южной Калифорнии в Лос-Анджелесе. Там он впервые пробует себя в журналистике — редактирует журнал студгородка «Wampus», а также пишет для университетской газеты «Daily Trojan». В 1948 году бросил учёбу и уехал в Париж, где работал корреспондентом журнала «Variety», а в январе 1949 года опубликовал первую колонку в европейской версии газеты «New York Herald Tribune».

## Журналистская карьера. Возвращение в США
В ноябре 1952 года в «New York Herald Tribune» была опубликована статья Бухвальда, в которой он рассказывал французам о Дне благодарения («How to Explain Thanksgiving to the French»). Колонка имела такой успех, что впоследствии перепечатывалась в газете ежегодно. Своим лучшим материалом считал статью и сам Бухвальд.
В конце 50-х годов, единственный из всех журналистов, Бухвальд взял интервью у будущего сержанта Элвиса Пресли, проводившего в Париже выходные во время службы в армии (воинская часть Пресли была расквартирована в Германии). Воспоминания об этом впоследствии вошли в книгу «I’ll Always Have Paris».
В конце 1957 года о Бухвальде заговорили после того, как он напечатал колонку, где в шутливой форме изобразил пресс-конференцию Джима Хогерти, занимавшего пост пресс-секретаря президента Дуайта Эйзенхауэра.
На родину Арт Бухвальд вернулся в 1963 году с женой и тремя усыновленными из разных приютов (в Ирландии, Португалии и Франции) детьми. В США он начал работать в газете «The Washington Post». Основные проблемы, волновавшие его — политика и общество, но, по свидетельствам знавших его людей, афоризм он мог придумать на любую тему.
За свою жизнь Бухвальд написал более 8000 колонок, причём в 60-е—80-е годы их перепечатывало порядка 550 изданий по всему миру, включая основанное Горьким советское издание «За рубежом», а также газету «Правда».
Летом 1988 года Бухвальд в составе делегации американских сатириков посетил Советский Союз. Он побывал в Москве и Ленинграде, общался с советскими сатириками Михаилом Жванецким, Григорием Гориным, Аркадием Аркановым, Алексеем Пьяновым и др. Последний опубликовал впоследствии статью Бухвальда «Вы стали другими» (заголовок самого Бухвальда) о визите сатирика в СССР. В начале же 2007 года Пьянов подготовил для «Литературной газеты» очерк воспоминаний о тех днях; уже когда материал был готов к печати, стало известно о кончине Бухвальда.
В 1990 году Бухвальд подал в суд на «Paramount Pictures» в связи с тем, что в основу снятой в 1988 году на киностудии картины «Поездка в Америку» с Эдди Мерфи в главной роли легла придуманная ранее Бухвальдом история. Процесс был журналистом выигран: студия была вынуждена выплатить ему 900 тысяч долларов. С тех пор киностудии взяли за правило включать в свои контракты оговорку, что оригинальные идеи сторонних авторов оплате не подлежат. Эта ссылка вошла в историю авторского права Америки как «закон Бухвальда».
Детали этого дела, получившего название «Buchwald vs Paramount», были описаны в вышедшей в 1992 году книге «Fatal Subtraction: The Inside Story of Buchwald v. Paramount» (авторы — представлявший интересы Бухвальда в суде Пирс О’Доннелл и репортёр «Los Angeles Times» Деннис Макдугал).
В 1993 и 1995 годах Бухвальд представил публике две книги воспоминаний — «Leaving home» и «I’ll always have Paris». После этого о нём заговорили не только как о колумнисте, но и как о писателе.
3 июля 1994 года после тяжёлой болезни умерла жена Бухвальда Энн МакГэрри Бухвальд, с которой они развелись после 40 лет брака в 1992 году. Сам он в 2000 году перенёс инсульт и более двух месяцев пролежал в больнице, но затем смог вернуться к работе.
Всего Бухвальд выпустил порядка сорока книг и произведений — помимо публицистики, из-под его пера вышли, в частности, сценарий к фильму «Время развлечений» — «Playtime» Жака Тати (английские диалоги, 1967), а также сатирическая пьеса «Sheep on the runway», поставленная на Бродвее в 1970 году и тогда же переведённая в СССР.

## Болезнь и неожиданное исцеление. Смерть
В феврале 2006 года Бухвальд попрощался с читателями, заявив, что у него заболевание почек и, по оценке врачей, жить ему осталось пару недель. Однако через несколько месяцев он неожиданно выздоровел и вернулся из хосписа домой. В своей новой колонке в мае он рассказал, что «по какой-то причине, которую не могут объяснить даже медики», его почки снова заработали.
7 ноября 2006 года Бухвальд представил публике последнюю прижизненную книгу — «Рано прощаться» («Too soon to say good-bye»), где в свойственном ему ироничном стиле описывал толпы друзей, приходивших к нему проститься, и резюмировал: «Никогда не думал, что умирать так весело».
Бухвальд умер 17 января 2007 года в доме своего сына в Вашингтоне. После смерти сатирика газета «Вашингтон пост», для которой он писал колонки в течение более чем сорока лет, опубликовала его прощальную статью «Good-bye, my friends». Также в Интернете появился видеоролик, в котором Бухвальд сам объявлял о своей кончине.
Многолетний декан факультета журналистики МГУ Ясен Засурский в связи с кончиной Бухвальда заявил: «Это был замечательный человек и прекрасный публицист, он остро и интересно писал об американских проблемах». По его словам, Бухвальд всегда был интересен для российских журналистов, и многие наши фельетонисты стремились чему-то у него научиться, что-то позаимствовать.

## Признание
- 1982 год — Пулитцеровская премия за сатирический комментарий в «Вашингтон пост».
- 1986 год — избрание в Американскую академию литературы и искусства.
- 1993 год — получает степень доктора наук Университета Южной Калифорнии. По результатам учёбы в 1940-е годы Бухвальд не имел права претендовать на диплом университета, так как не имел школьного аттестата. Степень была присуждена Бухвальду по совокупности его заслуг (см.: Honoris causa).